# 洋室
洋室（ようしつ）とは西洋風の部屋。床がフローリングの部屋。和室の対義語。洋間、西洋間。
住宅用語としては、居室として認められる部屋であり、居室としての条件を満たさない「洋室」は「納戸」「サービスルーム」などと表記される。